# Список динозаврів
На цій сторінці наведений список динозаврів — цікавих, майже повністю вимерлих рептилій.

## Групи динозаврів

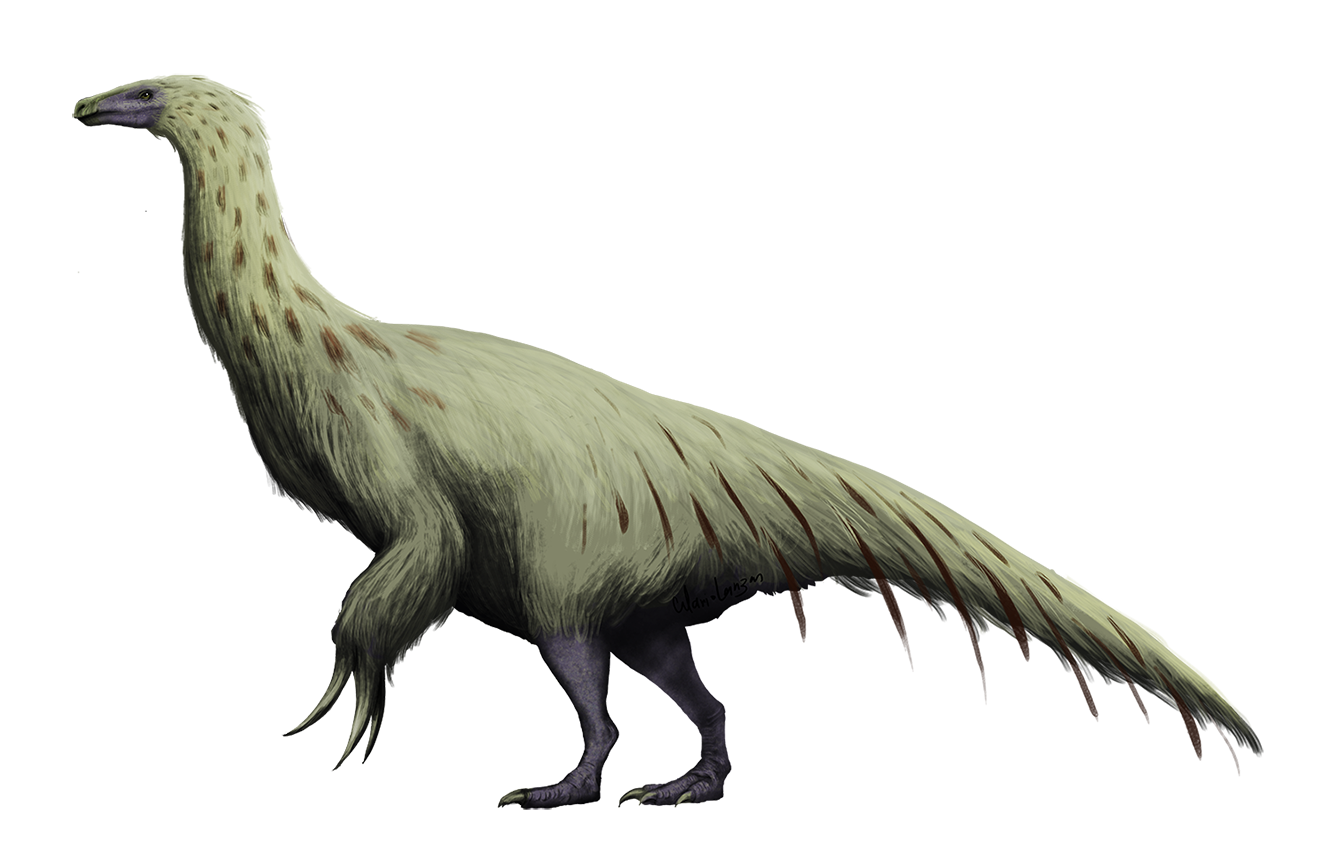
Представник теризинозаврів
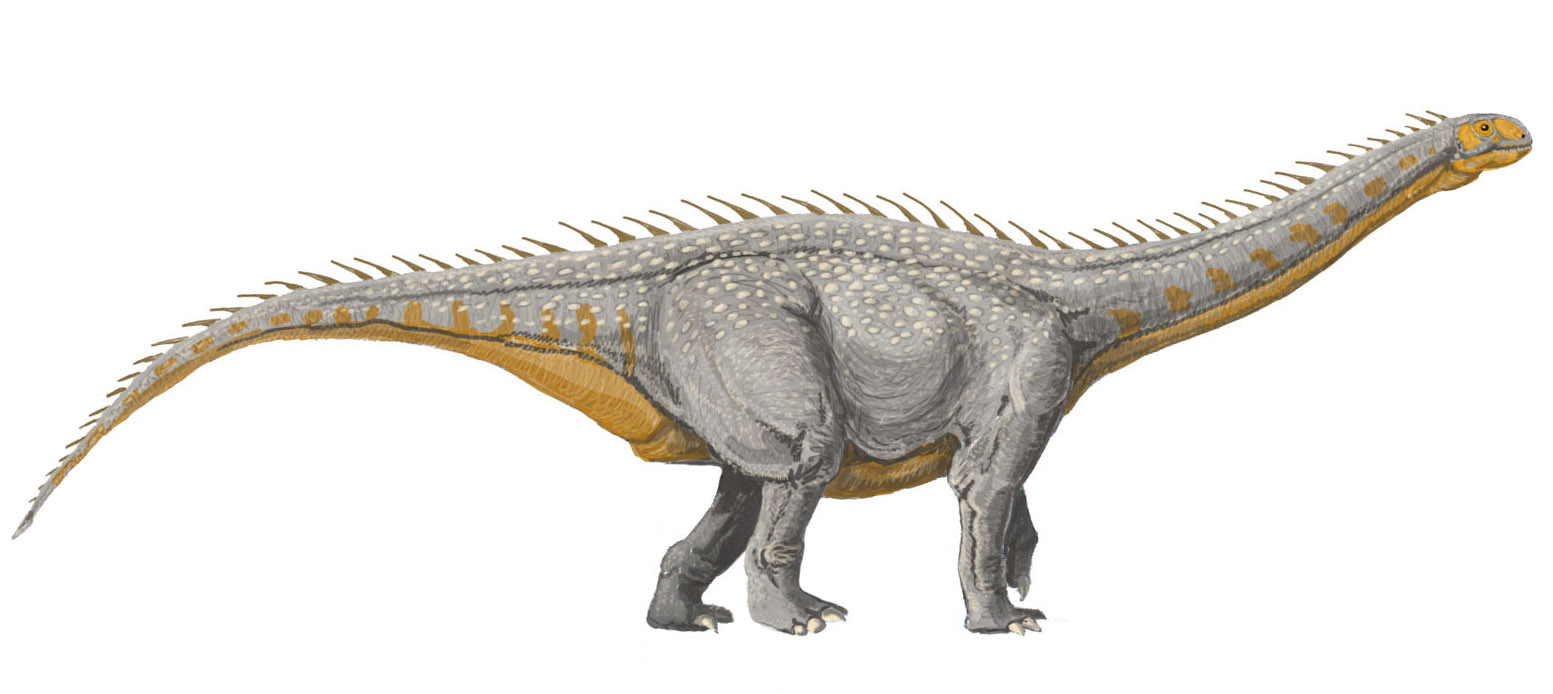
Представник цетіозаврів
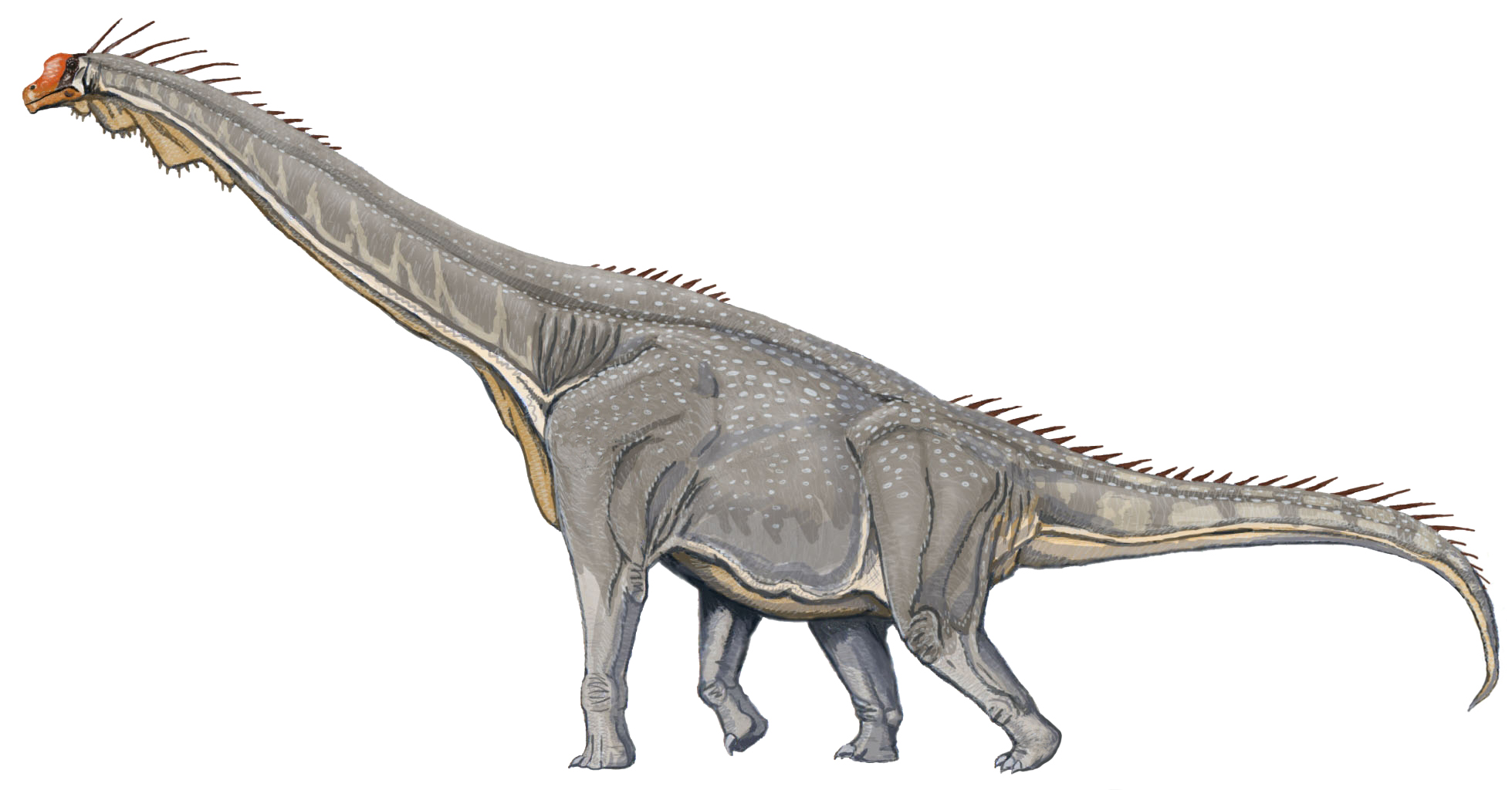
Представник брахіозаврів
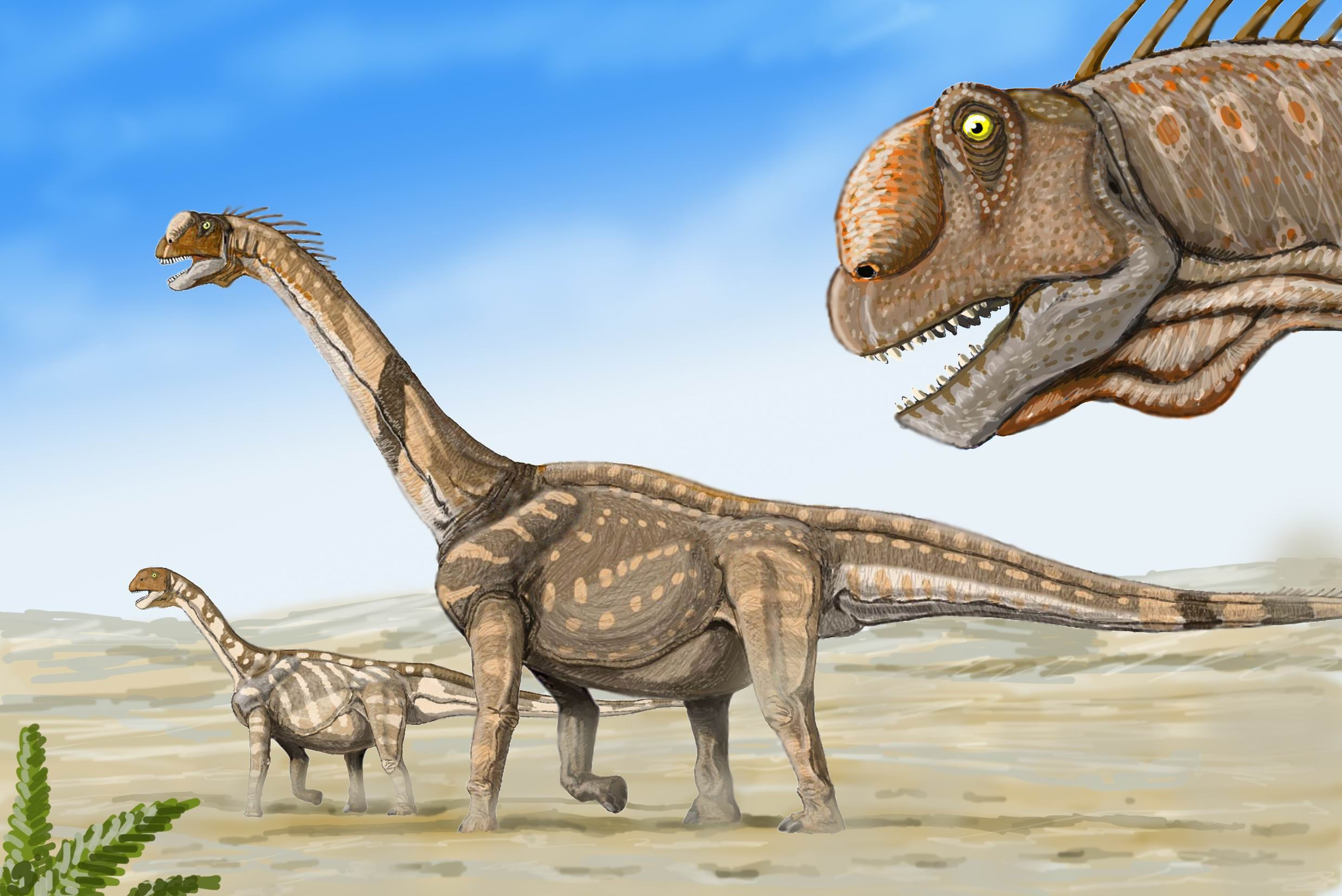
Представник камаразаврів
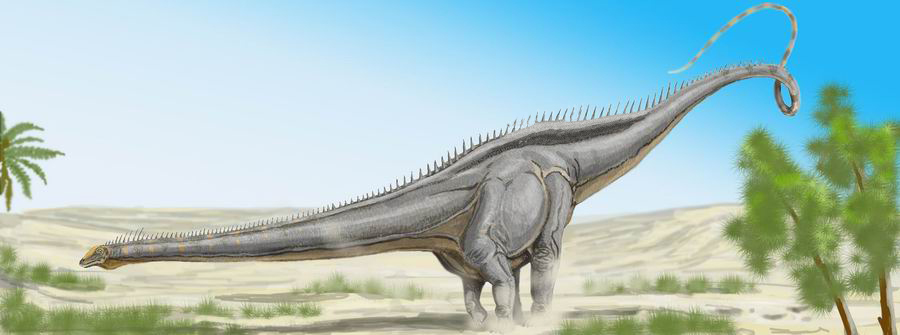
Представник диплодоків
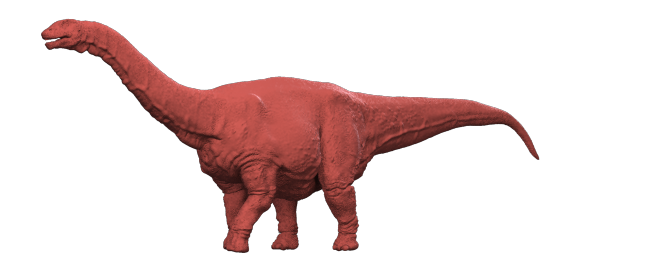
Представник титанозаврів
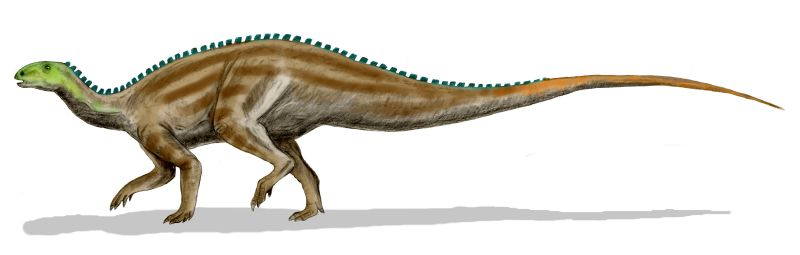
Представник ґіпсилофодонів
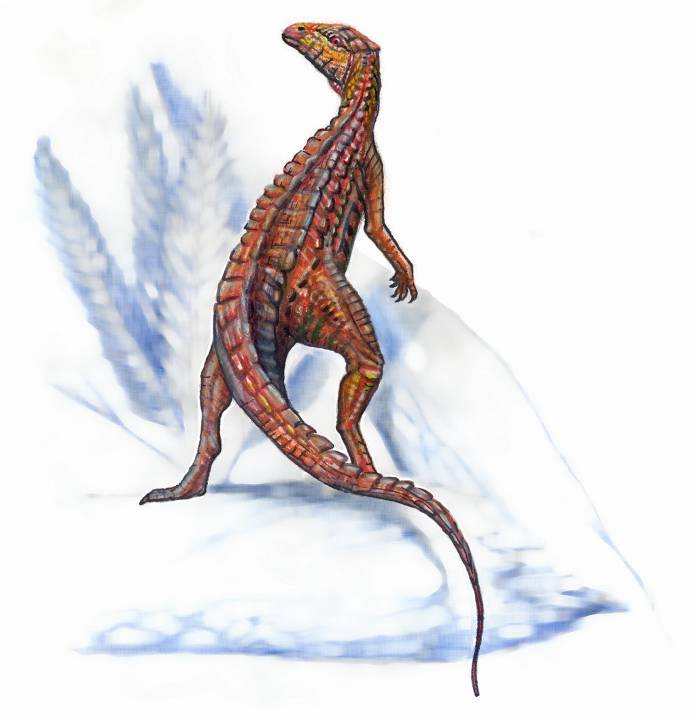
Представник базальних тиреофорів
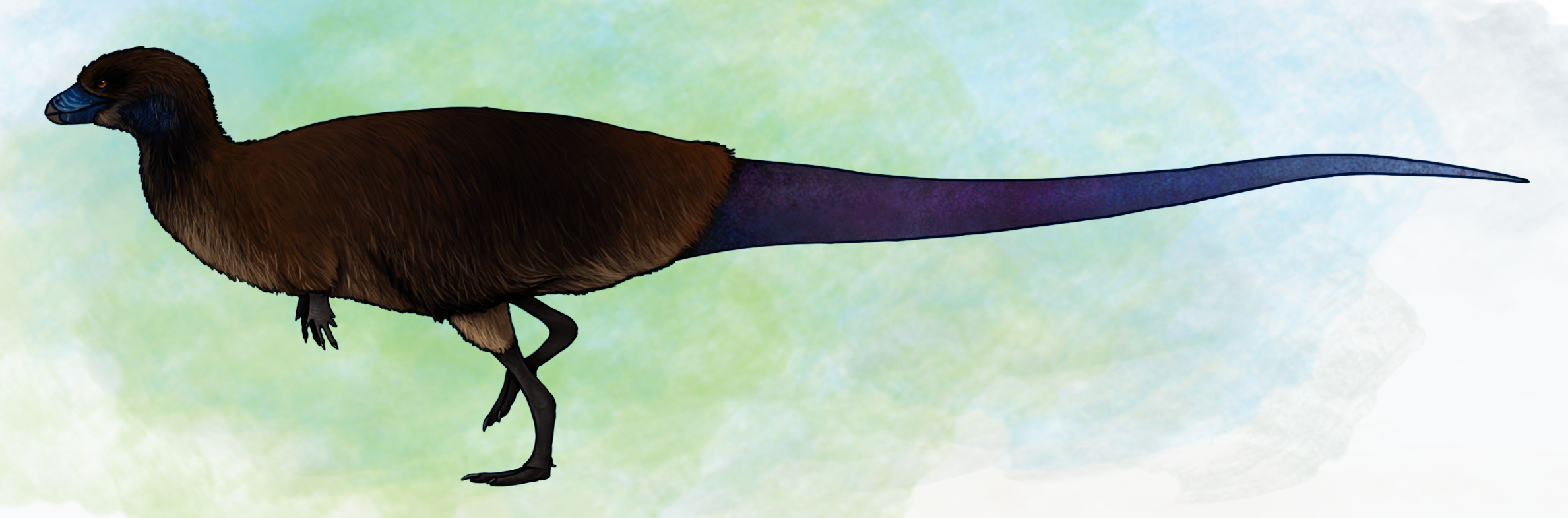
Представних фаброзаврів
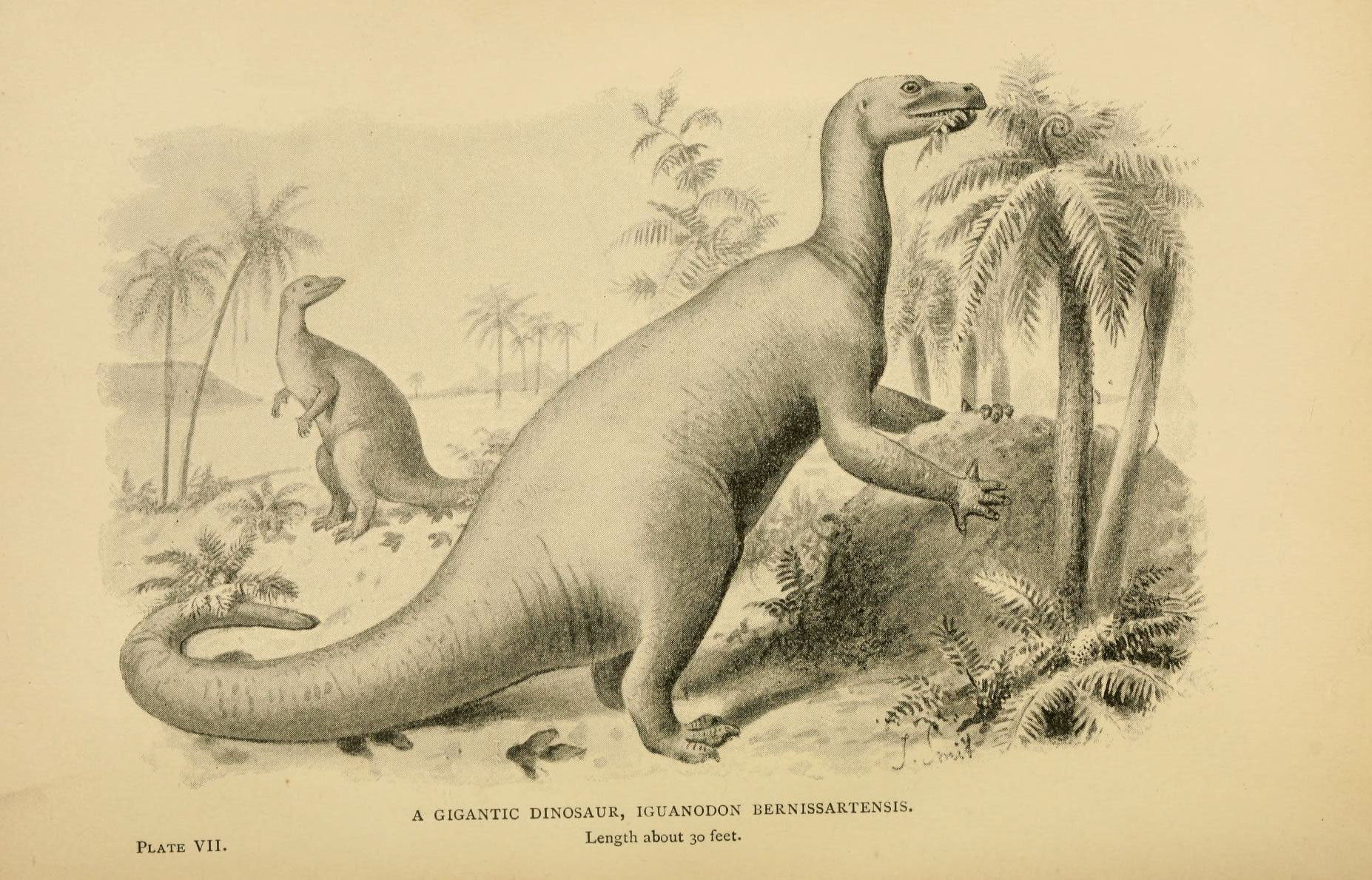
Представник ґетеродонтозаврів
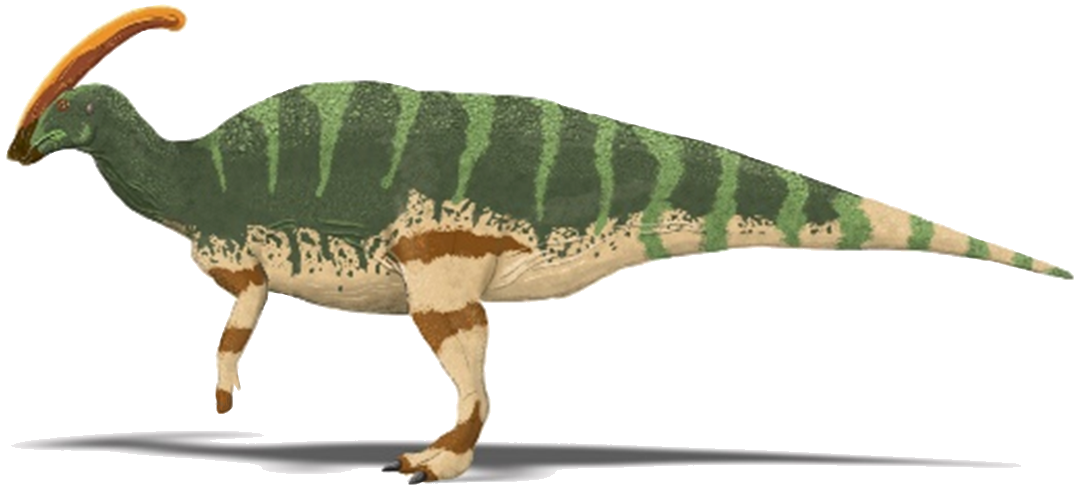
Представник іґуанодонів
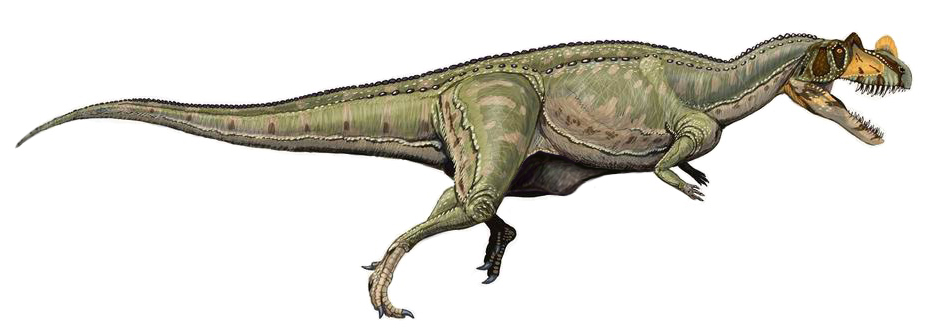
Представник ґадрозаврів
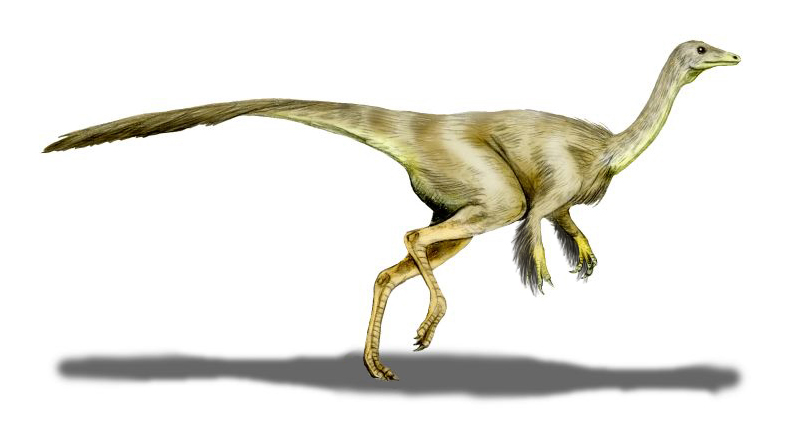
Представник цератозаврів
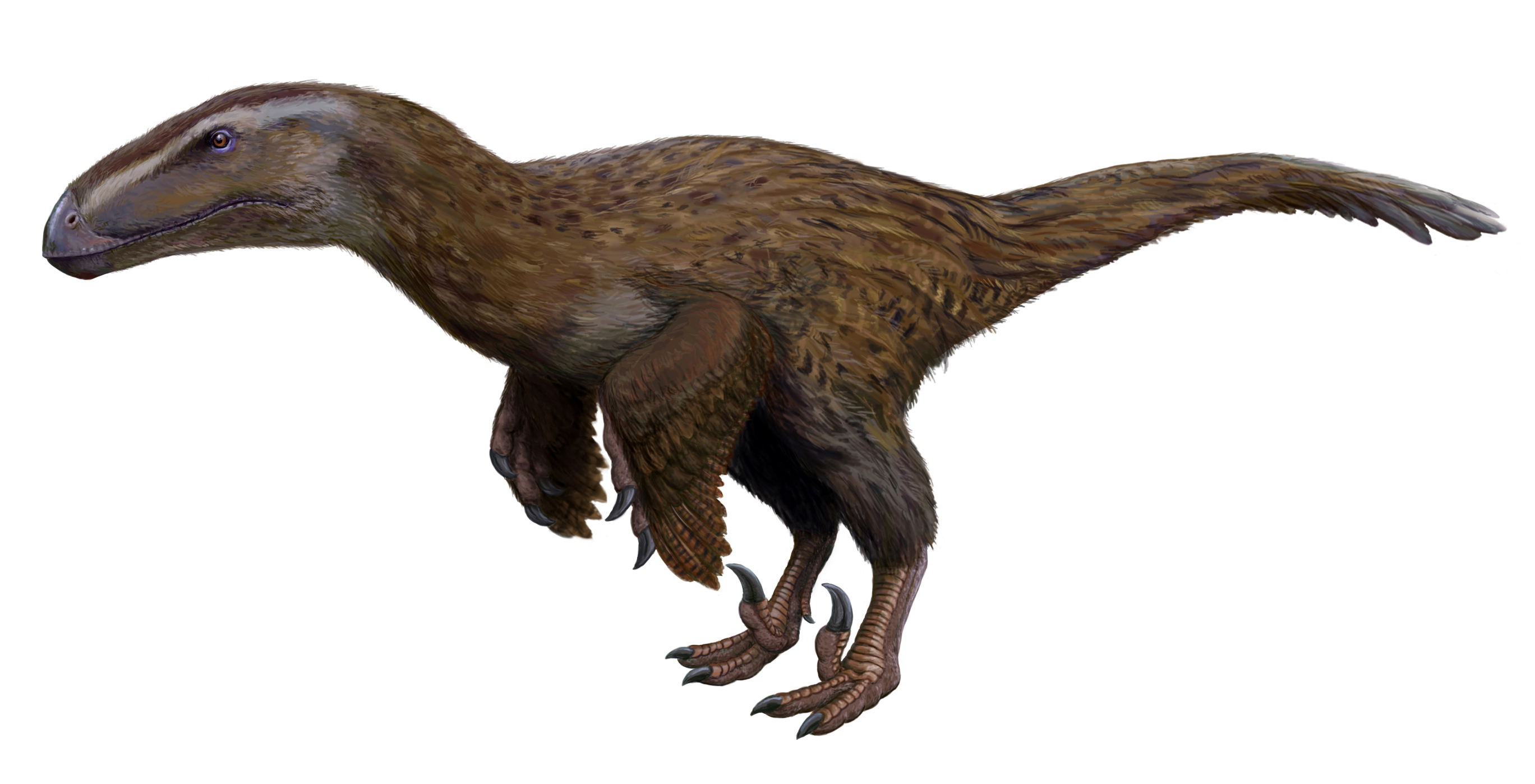
Представник орнітомімів
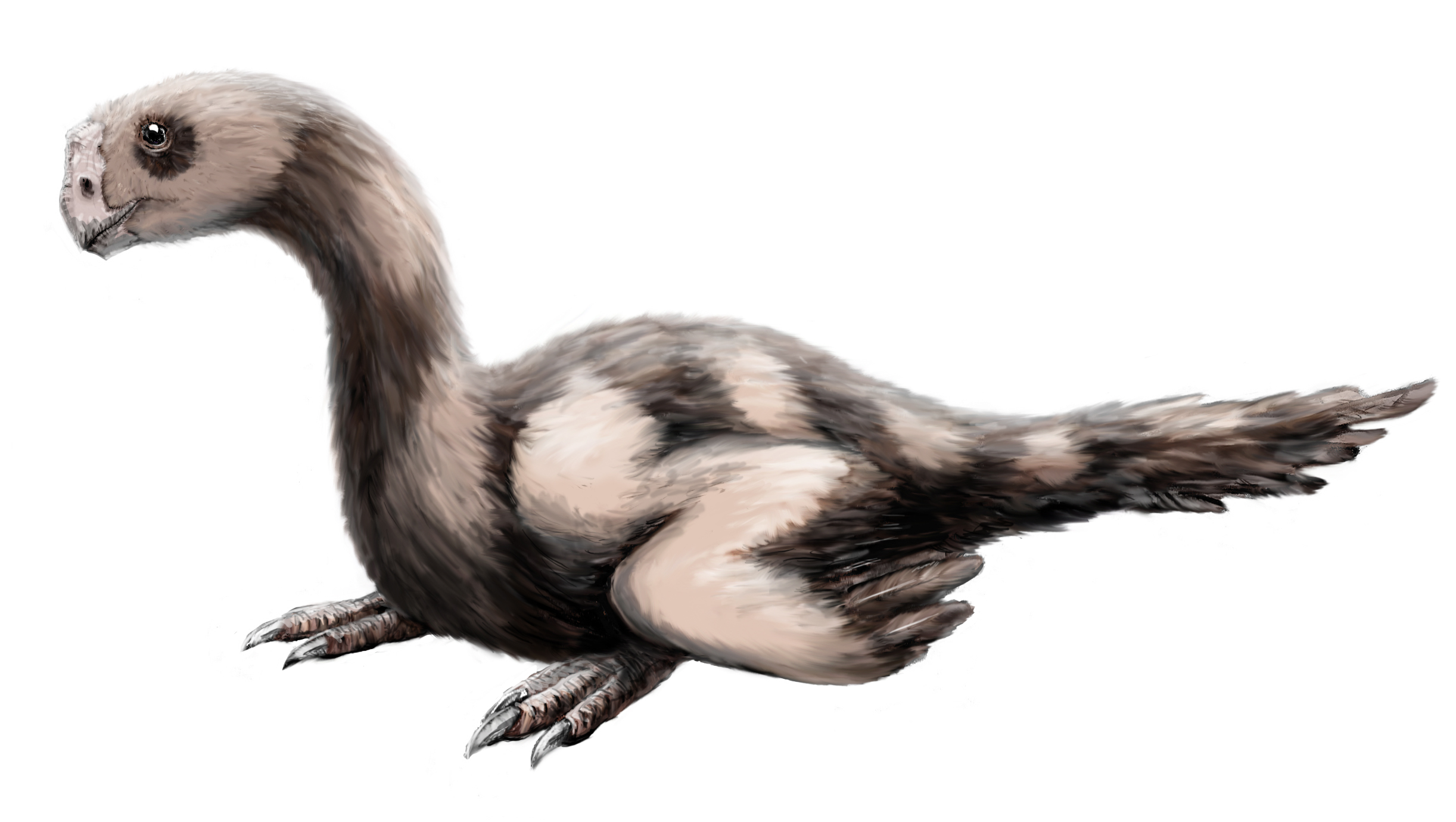
Представник рапторів
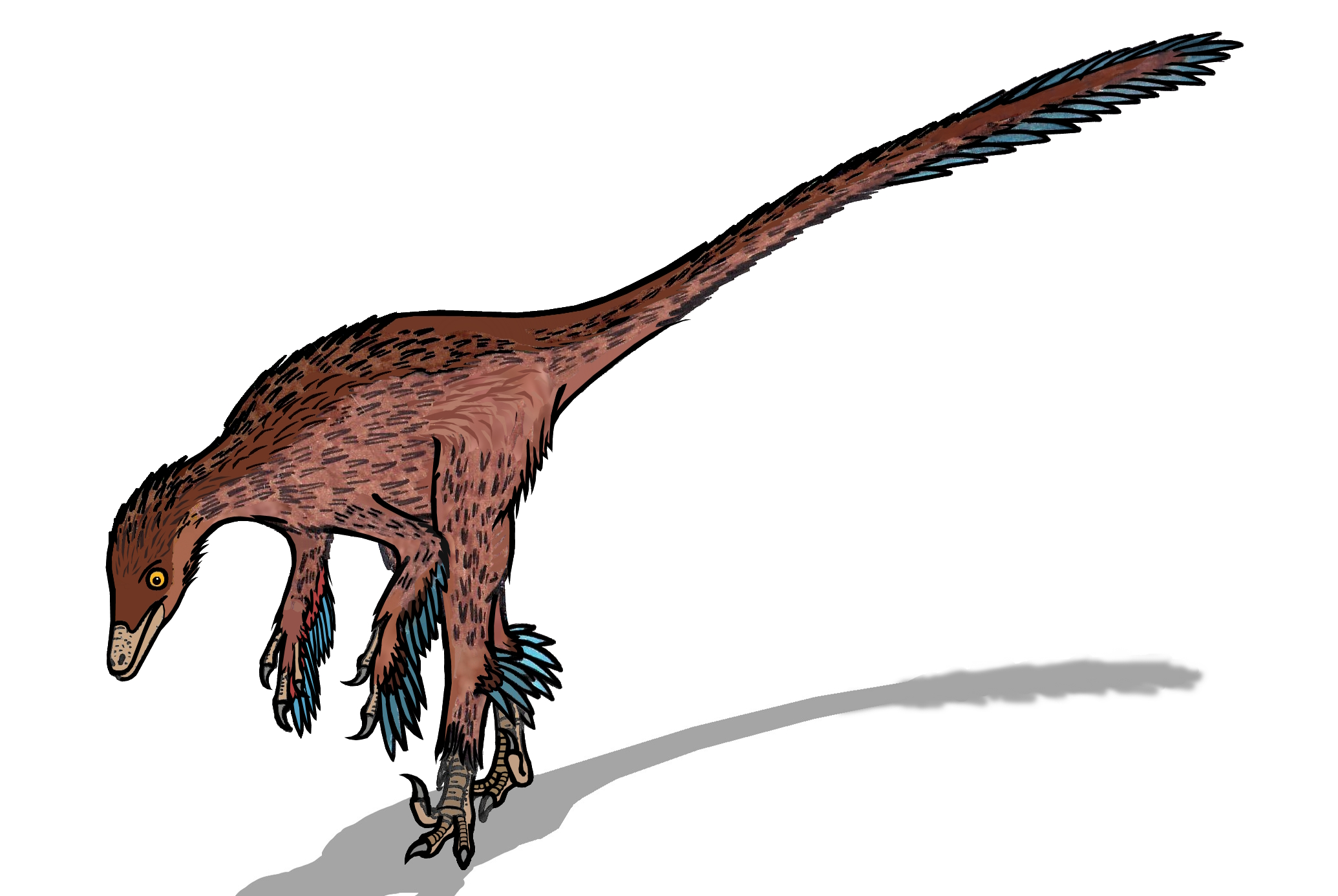
Представник овірапторів
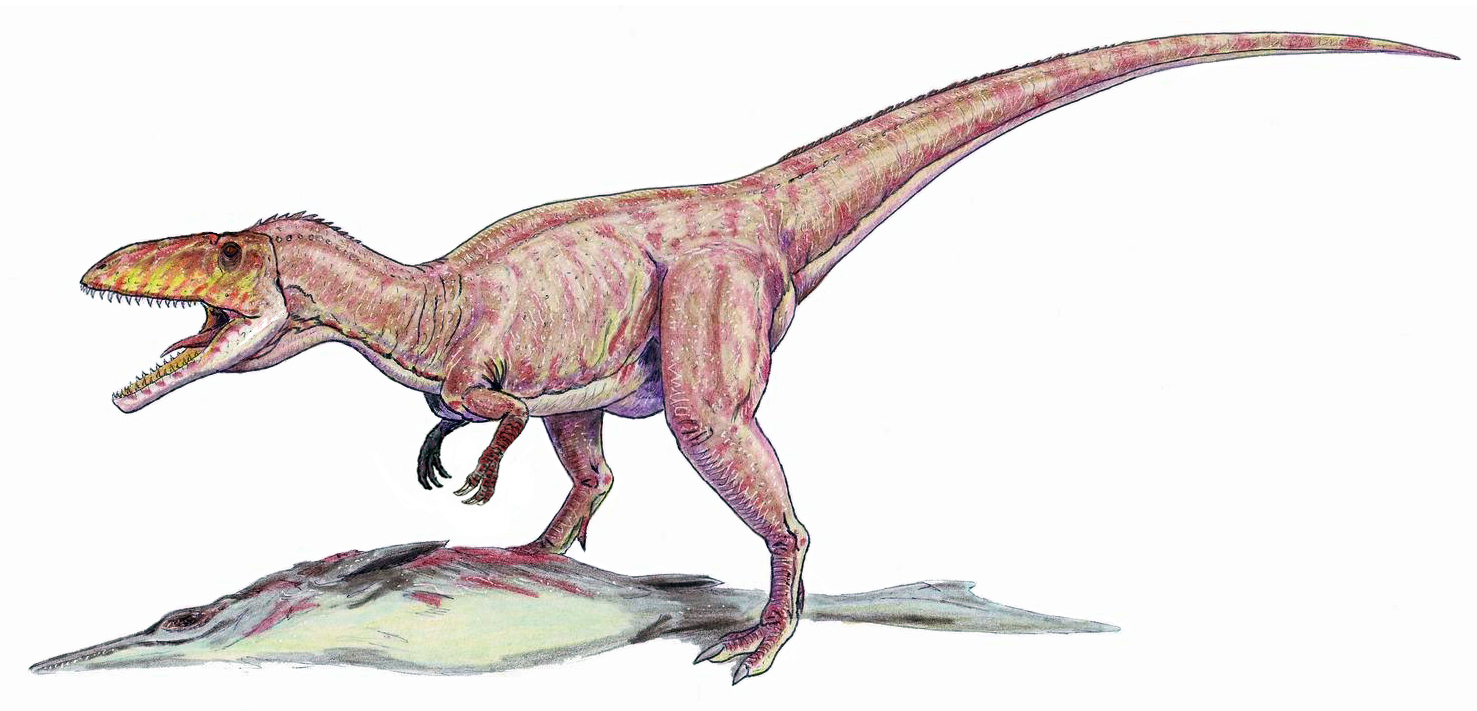
Представник троодонів
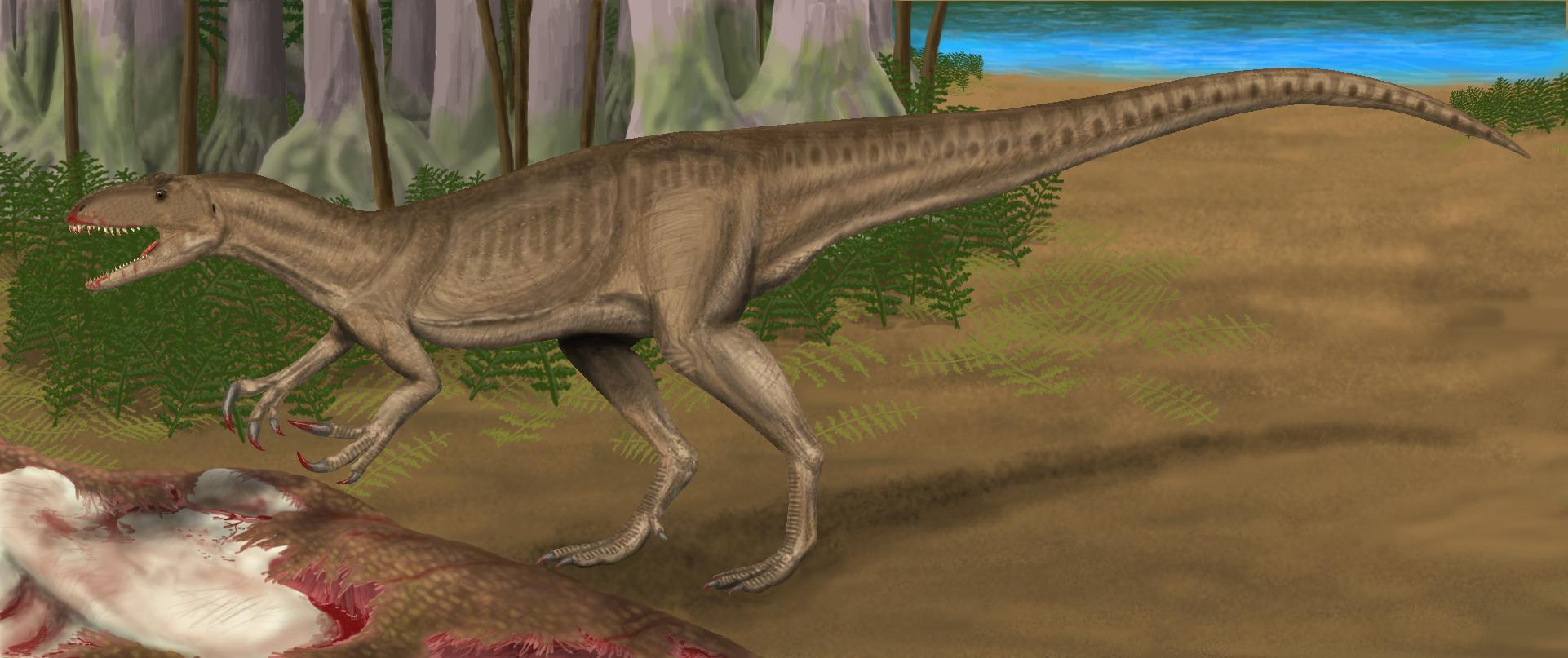
Представник меґалозаврів
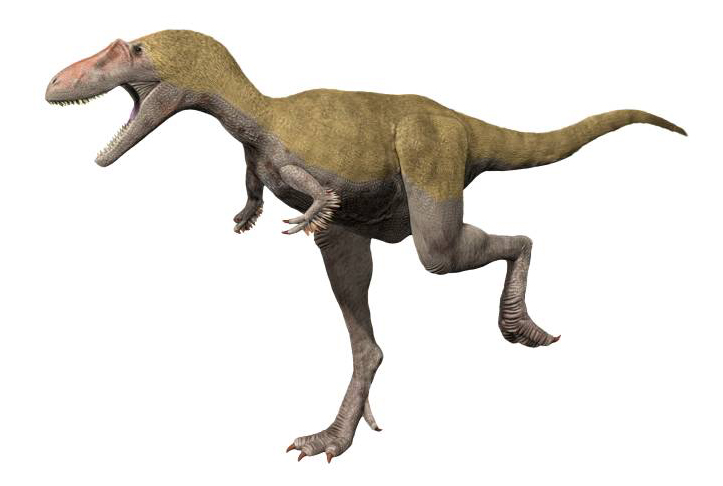
Представник аллозаврів
- Представник тираннозаврів
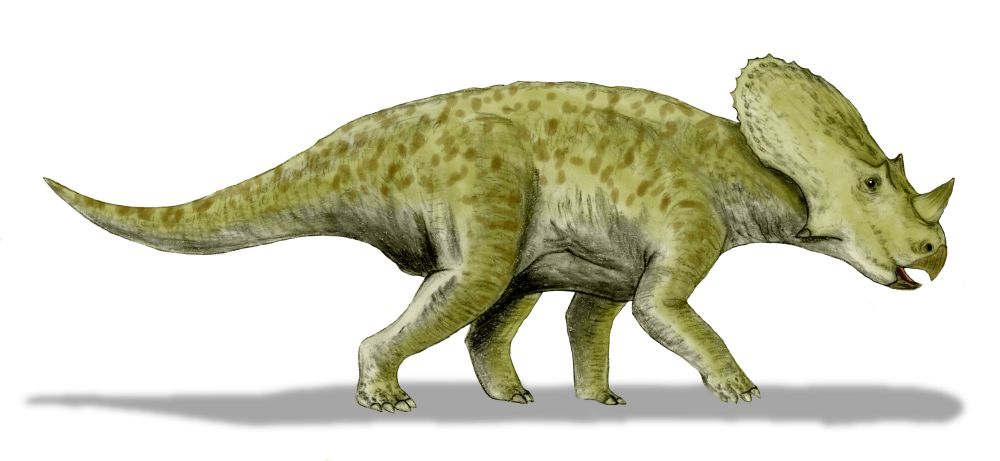
Представник рогатих ящерів
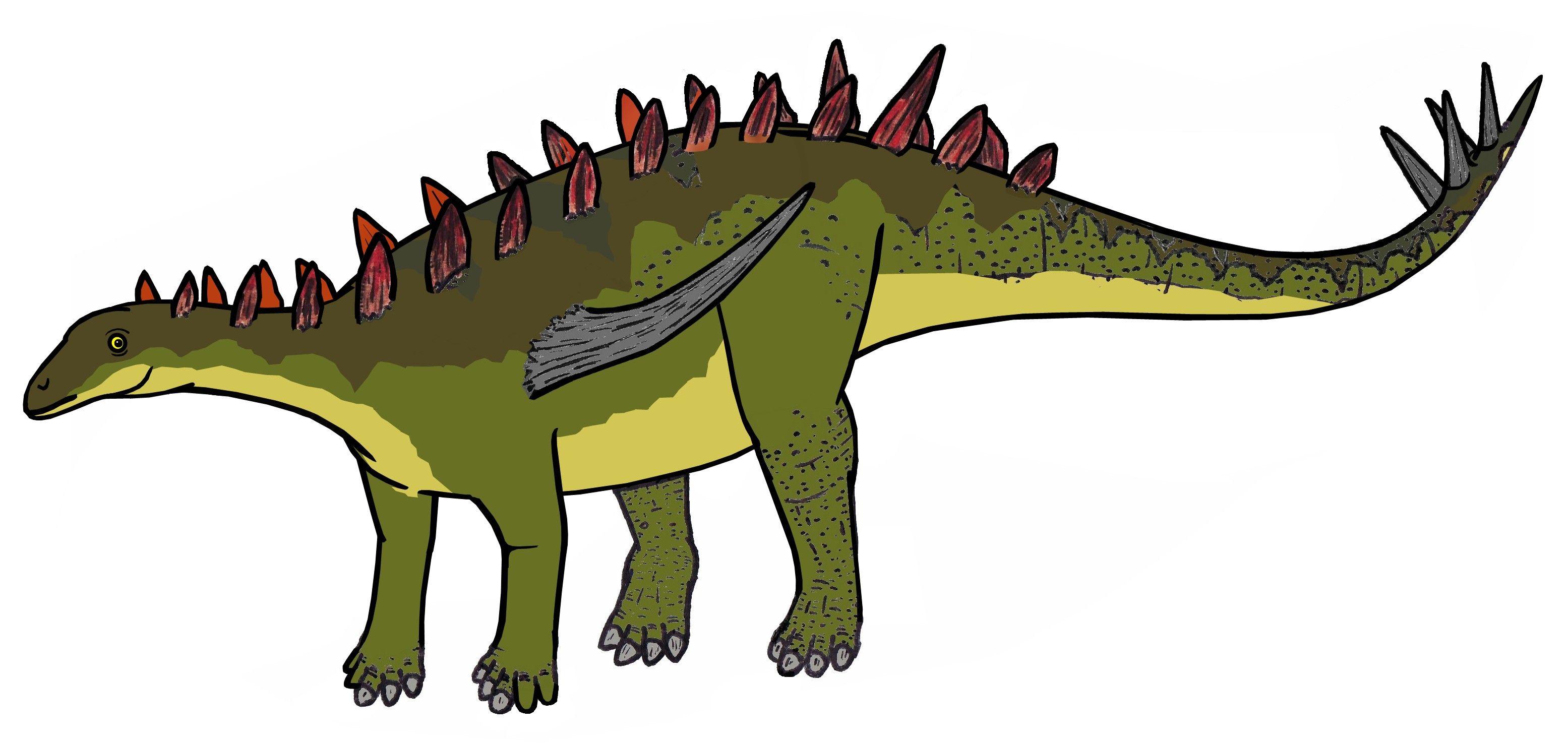
Представник стеґозаврів
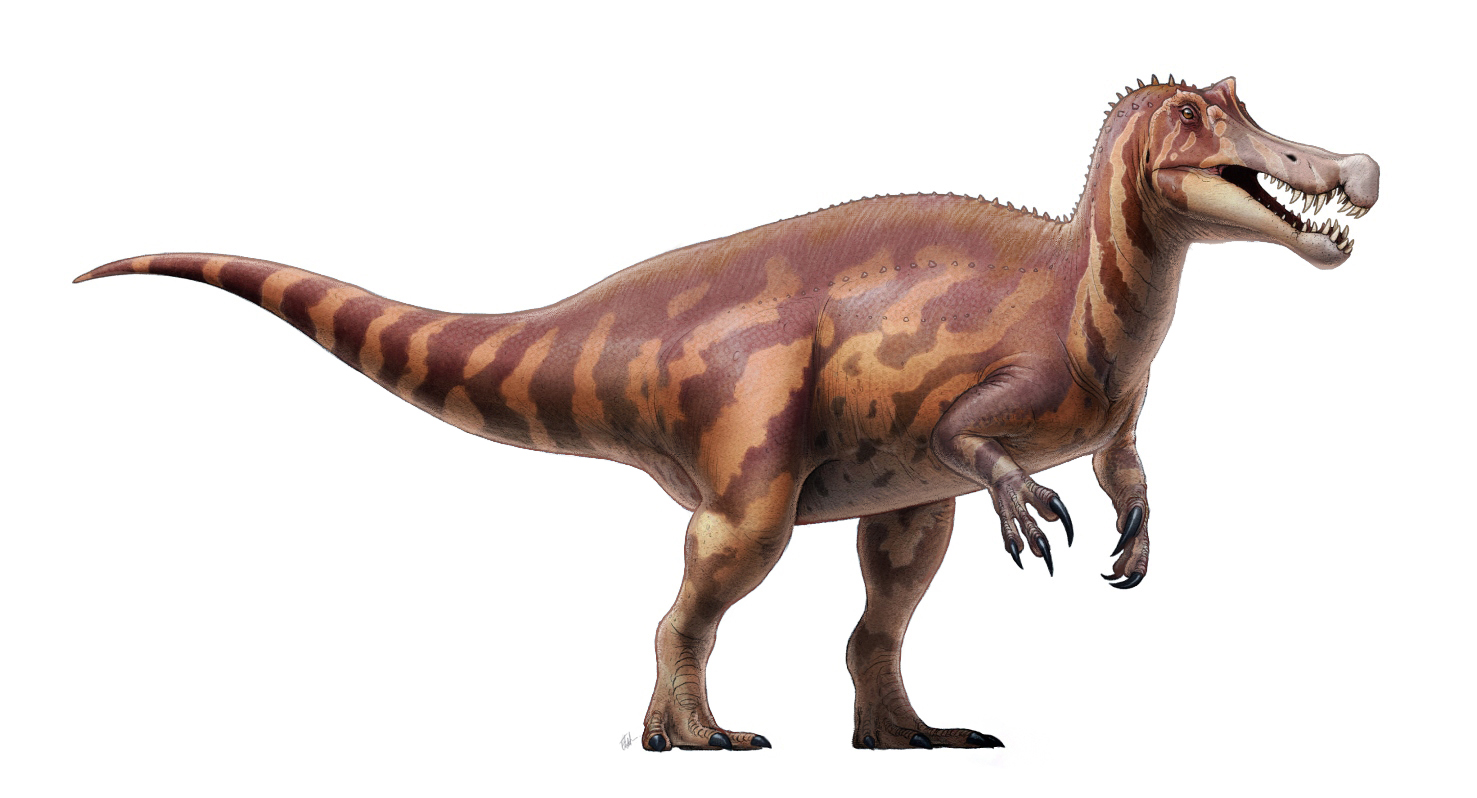
Представник спінозаврів
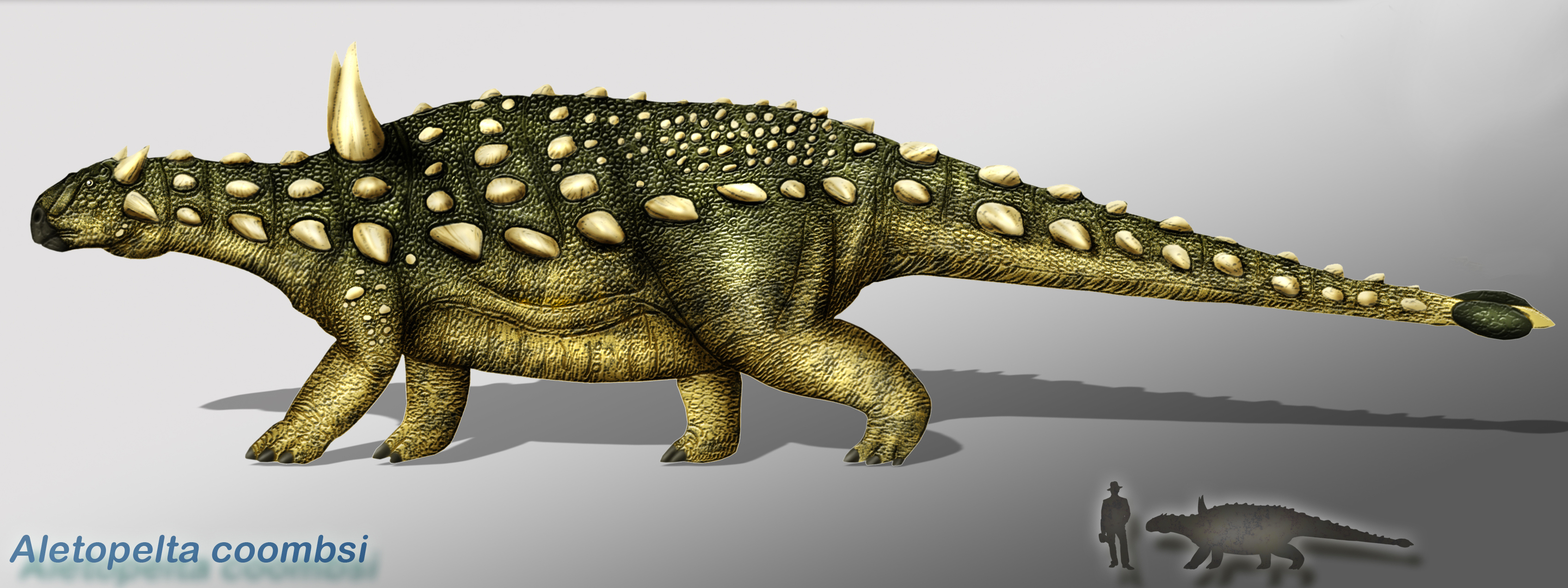
Представник анкілозаврів
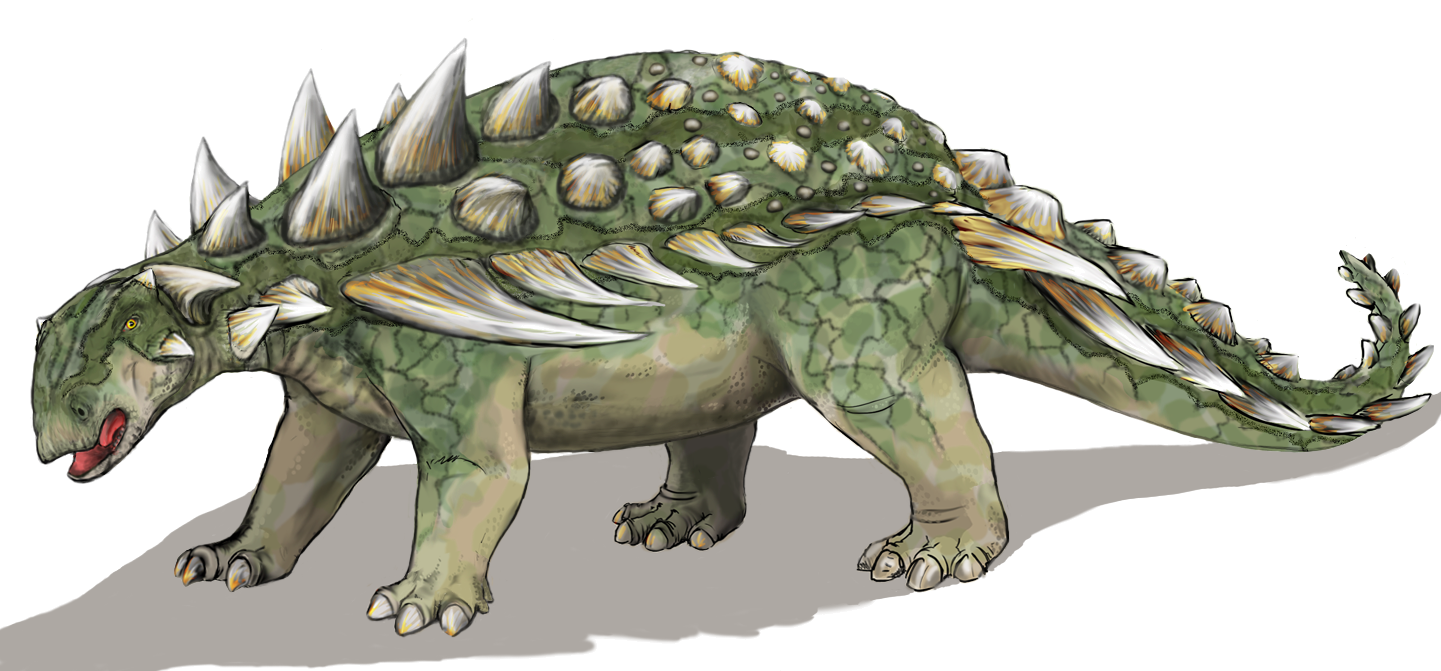
Представник нодозаврів
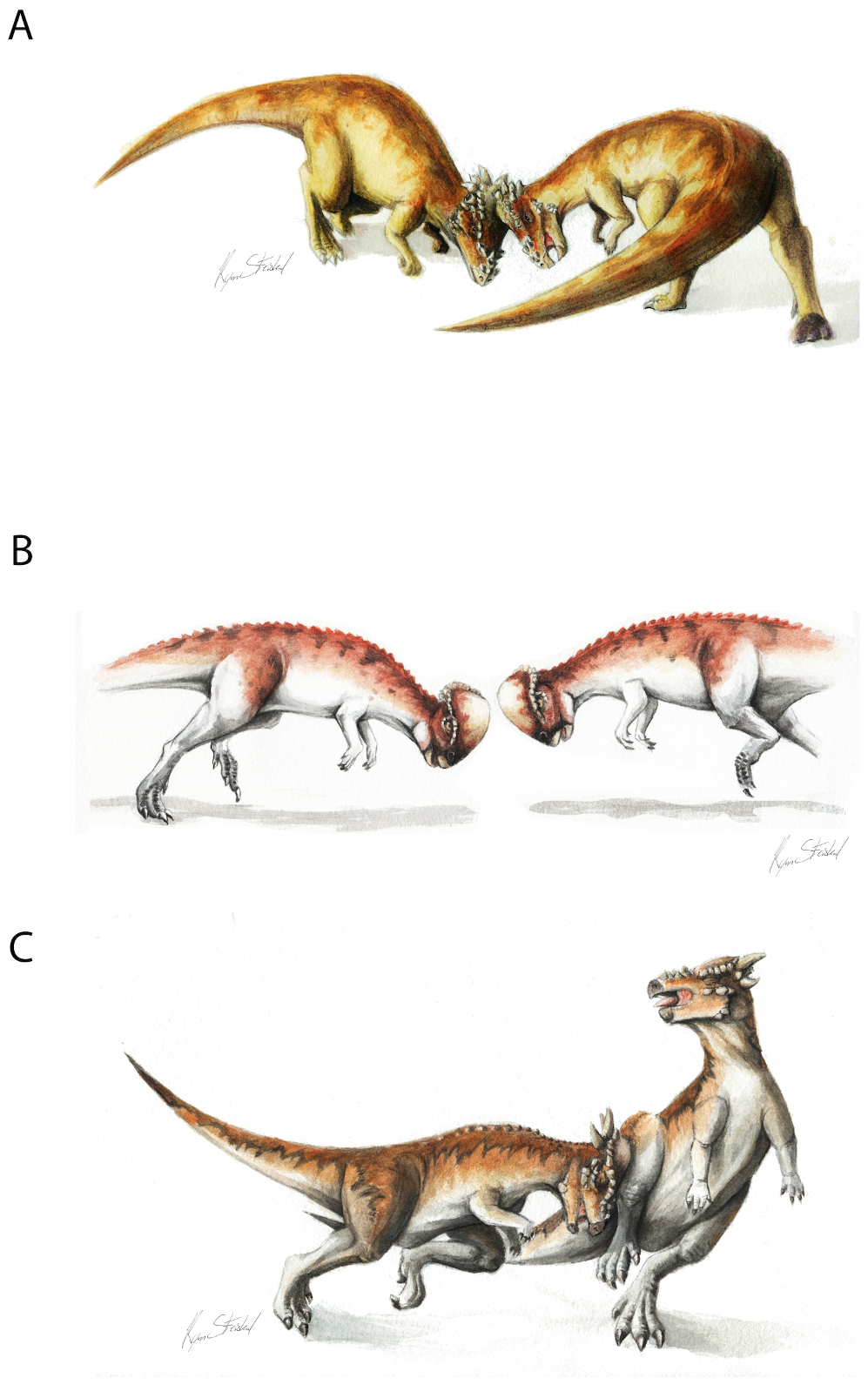
Представники пахіцефалозаврів
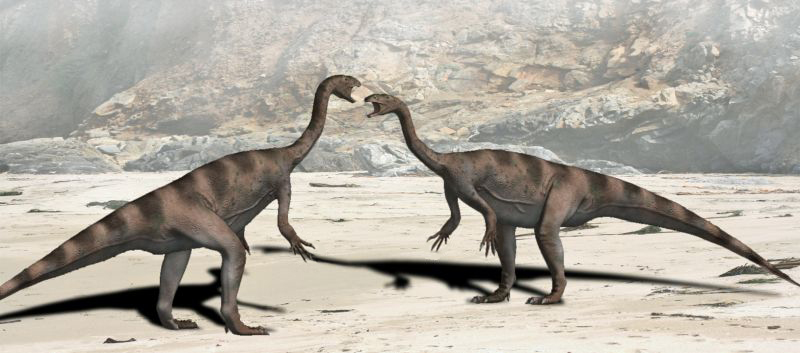
Представники прозауроподів

## Список динозаврів

### Цетіозаври
| укр. назва     | лат. назва        | спосіб харчування |
| -------------- | ----------------- | ----------------- |
| барапазавр     | Barapasaurus      | вегетаріанець     |
| омейзавр       | Omeisaurus        | вегетаріанець     |
| гаплокантозавр | Haplocanthosaurus | вегетаріанець     |
| цетіозавр      | Cetiosaurus       | вегетаріанець     |
| шунозавр       | Shunosaurus       | вегетаріанець     |

### Брахіозаври й камаразаври
| укр. назва        | лат. назва         | спосіб харчування |
| ----------------- | ------------------ | ----------------- |
| брахіозавр        | Brachiosaurus      | вегетаріанець     |
| еухелоп           | Euhelopus          | вегетаріанець     |
| камаразавр        | Camarasaurus       | вегетаріанець     |
| опістоцеліякаудія | Opisthocoelicaudia | вегетаріанець     |

### Диплоциди і Дикреозавриди
| укр. назва  | лат. назва     | спосіб харчування |
| ----------- | -------------- | ----------------- |
| амаргазавр  | Amargasaurus   | вегетаріанець     |
| апатозавр   | Apatosaurus    | вегетаріанець     |
| барозавр    | Barosaurus     | вегетаріанець     |
| дикреозавр  | Dicraeosaurus  | вегетаріанець     |
| диплодок    | Diplodocus     | вегетаріанець     |
| маменчізавр | Mamenchisaurus | вегетаріанець     |
| сейсмозавр  | Seismosaurus   | вегетаріанець     |
| суперзавр   | Supersaurus    | вегетаріанець     |
| ультразавр  | Ultrasauros    | вегетаріанець     |

### Титанозаври
| укр. назва    | лат. назва      | спосіб харчування |
| ------------- | --------------- | ----------------- |
| аламозавр     | Alamosaurus     | вегетаріанець     |
| антарктозавр  | Antarctosaurus  | вегетаріанець     |
| аргентинозавр | Argentinosaurus | вегетаріанець     |
| аргірозавр    | Argyrosaurus    | вегетаріанець     |
| малавізавр    | Malawisaurus    | вегетаріанець     |
| неукензавр    | Neuquensaurus   | вегетаріанець     |
| сальтазавр    | Saltasaurus     | вегетаріанець     |
| титанозавр    | Titanosaurus    | вегетаріанець     |
| гіпселозавр   | Hypselosaurus   | вегетаріанець     |

### Гіпсилофодони
| укр. назва    | лат. назва     | спосіб харчування |
| ------------- | -------------- | ----------------- |
| дріозавр      | Dryosaurus     | вегетаріанець     |
| лієліназавра  | Leaellynasaura | вегетаріанець     |
| фульґуротерій | Fulgulotherium | вегетаріанець     |
| гіпсилофодон  | Hypsilophodon  | вегетаріанець     |

### Фаброзаври
| укр. назва | лат. назва   | спосіб харчування |
| ---------- | ------------ | ----------------- |
| ехінодон   | Echinodon    | вегетаріанець     |
| лесотозавр | Lesotosaurus | вегетаріанець     |

### Базальні тиреофори
| укр. назва   | лат. назва     | спосіб харчування |
| ------------ | -------------- | ----------------- |
| скутеллозавр | Scutellosaurus | вегетаріанець     |
| сцелідозавр  | Scelidosaurus  | вегетаріанець     |

### Гетеродонтозаври
| укр. назва      | лат. назва        | спосіб харчування |
| --------------- | ----------------- | ----------------- |
| лікорін         | Lycorhinus        | всеїдний          |
| пізанозавр      | Pisanosaurus      | всеїдний          |
| гетеродонтозавр | Heterodontosaurus | всеїдний          |

### Ігуанодони
| укр. назва   | лат. назва       | спосіб харчування |
| ------------ | ---------------- | ----------------- |
| вектизавр    | Vectisaurus      | вегетаріанець     |
| ігуанодон    | Iguanodon        | вегетаріанець     |
| каловозавр   | Callovosaurus    | вегетаріанець     |
| камптозавр   | Camptosaurus     | вегетаріанець     |
| мутабуразавр | Muttaburrasaurus | вегетаріанець     |
| уранозавр    | Ouranosaurus     | вегетаріанець     |

### Гадрозаври
| укр. назва    | лат. назва      | спосіб харчування |
| ------------- | --------------- | ----------------- |
| анатозавр     | Anatosaurus     | всеїдний          |
| бактрозавр    | Bactrosaurus    | Травоїдний        |
| едмонтозавр   | Edmontosaurus   | всеїдний          |
| коритозавр    | Corythosaurus   | всеїдний          |
| критозавр     | Kritosaurus     | Травоїдний        |
| ламбеозавр    | Lambeosaurus    | всеїдний          |
| майязавра     | Maiasaura       | всеїдний          |
| паразауролоф  | Parasaurolophus | всеїдний          |
| зауролоф      | Saurolophus     | всеїдний          |
| гадрозавр     | Hadrosaurus     | всеїдний          |
| гіпакрозавр   | Hypacrosaurus   | Травоїдний        |
| циньтаозавр   | Tsintaosaurus   | всеїдний          |
| шантуньгозавр | Shantungosaurus | Травоїдний        |

### Цератозаври
| укр. назва    | лат. назва      | спосіб харчування |
| ------------- | --------------- | ----------------- |
| компсогнатус  | Compsognathus   | всеїдний          |
| прокомпсогнат | Procomsognathus | м'ясоїд           |
| сальтопус     | Saltopus        | м'ясоїд           |
| целофізис     | Celophysis      | м'ясоїд           |
| целурус       | Coelurus        | м'ясоїд           |
| цератозавр    | Ceratosaurus    | м'ясоїд           |

### Орнітоміми
| укр. назва   | лат. назва     | спосіб харчування |
| ------------ | -------------- | ----------------- |
| авімім       | Avimimus       | всеїдний          |
| ансерімім    | Anserimumus    | всеїдний          |
| галлімім     | Gallimimus     | всеїдний          |
| дейнохейр    | Deinocherius   | всеїдний          |
| дроміцейомім | Dromiceiomimus | всеїдний          |
| орнітомім    | Ornithomimus   | всеїдний          |
| струтіомім   | Struthiomimus  | всеїдний          |

### Дромеозаври і Овірапторозаври
| укр. назва    | лат. назва    | спосіб харчування |
| ------------- | ------------- | ----------------- |
| велоцираптор  | Velociraptor  | м'ясоїд           |
| гігантораптор | Gigantoraptor | всеїдний          |
| дейноніх      | Deinonychus   | м'ясоїд           |
| дромеозавр    | Dromeosaurus  | м'ясоїд           |
| мікрораптор   | Microraptor   | всеїдний          |
| овіраптор     | Oviraptor     | всеїдний          |

### Троодонтиди
| укр. назва     | лат. назва        | спосіб харчування |
| -------------- | ----------------- | ----------------- |
| заврорнітолест | Saurornitholestes | всеїдний          |
| сінорнітоїд    | Sinornithoides    | всеїдний          |
| троодон        | Troodon           | м'ясоїд           |

### Мегалозаври
| укр. назва       | лат. назва         | спосіб харчування |
| ---------------- | ------------------ | ----------------- |
| дилофозавр       | Dilophosaurus      | м'ясоїд           |
| евстрептоспондил | Eustreptospondylus | м'ясоїд           |
| мегалозавр       | Megalosaurus       | м'ясоїд           |
| процератозавр    | Proceratosaurus    | м'ясоїд           |

### Сегнозаври[2]
| укр. назва    | лат. назва       | спосіб харчування |
| ------------- | ---------------- | ----------------- |
| ерлікозавр    | Erlicosaurus     | всеїдний          |
| наншіунгозавр | Nanshiungosaurus | всеїдний          |
| сегнозавр     | Segnosaurus      | всеїдний          |
| теризинозавр  | Therizinosaurus  | всеїдний          |

### Алозавриди і Кархародонтозавриди
| укр. назва       | лат. назва          | спосіб харчування |
| ---------------- | ------------------- | ----------------- |
| аллозавр         | Allosaurus          | хижак             |
| гіганотозавр     | Giganotosaurus      | хижак             |
| кархародонтозавр | Carcharodontosaurus | хижак             |
| неовенатор       | Neovenator          | хижак             |

### Тираннозаври
| укр. назва   | лат. назва       | спосіб харчування |
| ------------ | ---------------- | ----------------- |
| альбертозавр | Albertosaurus    | хижак             |
| аліорам      | Alioramus        | всеїдний          |
| дасплетозавр | Daspletosaurus   | хижак             |
| тарбозавр    | Tarbosaurus      | хижак             |
| тираннозавр  | Tyrannosaurus    | хижак/падлоїд     |
| тімурленгія  | Timurlengia      | хижак             |
| чжучентиран  | Zhuzhengtyrannus | хижак             |
| чилізавр     | Chilesaurus      | Травоїдний        |

### Цератопси
| укр. назва    | лат. назва       | спосіб харчування |
| ------------- | ---------------- | ----------------- |
| анхіцератопс  | Anchiceratops    | Травоїдний        |
| багацератопс  | Bagaceratops     | Травоїдний        |
| лептоцератопс | Leptoceratops    | Травоїдний        |
| мікроцератопс | Microceratops    | Травоїдний        |
| пахіринозавр  | Pachyrhinosaurus | Травоїдний        |
| протоцератопс | Protoceratops    | Травоїдний        |
| пситтакозавр  | Psittacosaurus   | Травоїдний        |
| стиракозавр   | Styracosaurus    | Травоїдний        |
| трицератопс   | Triceratops      | Травоїдний        |
| центрозавр    | Centrosaurus     | Травоїдний        |

### Стегозаври
| укр. назва  | лат. назва      | спосіб харчування |
| ----------- | --------------- | ----------------- |
| дацентрур   | Decentrurus     | Травоїдний        |
| кентрозавр  | Kentrosaurus    | Травоїдний        |
| лексовізавр | Lexovisaurus    | Травоїдний        |
| стегозавр   | Stegosaurus     | Травоїдний        |
| туоянгозавр | Tuojiangosaurus | Травоїдний        |
| хуаянгозавр | Huayangosaurus  | Травоїдний        |

### Анкілозаври
| укр. назва  | лат. назва     | спосіб харчування |
| ----------- | -------------- | ----------------- |
| анкілозавр  | Ankylosaurus   | всеїдний          |
| еуоплоцефал | Euoplocephalus | всеїдний          |

### Нодозаври
| укр. назва | лат. назва   | спосіб харчування |
| ---------- | ------------ | ----------------- |
| едмонтонія | Edmontonia   | Травоїдний        |
| нодозавр   | Nodosaurus   | Травоїдний        |
| сілвізавр  | Silvisaurus  | Травоїдний        |
| гілеозавр  | Hylaeosaurus | Травоїдний        |

### Пахіцефалозаври
| укр. назва     | лат. назва         | спосіб харчування |
| -------------- | ------------------ | ----------------- |
| пахіцефалозавр | Pachycephalosaurus | всеїдний          |
| преноцефал     | Prenocephale       | всеїдний          |
| стегоцерас     | Stegoceras         | всеїдний          |
| гомалоцефал    | Homalocephale      | всеїдний          |

 Стигімолох

### Абелізавриди
| укр. назва | лат. назва  | спосіб харчування |
| ---------- | ----------- | ----------------- |
| Абелізавр  | Abelisaurus | хижак             |
| Раджазавр  | Rajasaurus  | хижак             |
| карнотавр  | carnotaurus | хижак             |